# C'est encore mieux l'après-midi
Pour la pièce de théâtre, voir C'est encore mieux l'après-midi (pièce de théâtre).
 (octobre 2024).
Si vous disposez d'ouvrages ou d'articles de référence ou si vous connaissez des sites web de qualité traitant du thème abordé ici, merci de compléter l'article en donnant les références utiles à sa vérifiabilité et en les liant à la section « Notes et références ».
C'est encore mieux l'après-midi est une émission de télévision française présentée par Christophe Dechavanne (septembre 1985 - juin 1987 à 16h05) sur Antenne 2. L'émission durait en général 1h30, et se terminait vers 17h35. 
L'émission était diffusée en direct du Studio 102 de la Maison de la Radio à Paris, cependant des interventions d'invités pouvaient être enregistrées et diffusées en différé, quand ils ne pouvaient pas être présents à l'horaire fixé.

## Historique
Dominique Cantien, directrice artistique de la création d'Antenne 2, avait d'abord proposé l'animation de cette émission à l'acteur et chanteur Patrick Bruel, qui avait décliné son offre.
Elle lui avait alors parlé de son deuxième choix, Christophe Dechavanne, qui présentait l'émission hebdomadaire "7/9", consacrée aux gadgets (*), sur la toute jeune chaîne cryptée Canal+, lancée moins d'un an auparavant, en novembre 1984. Après avoir regardé ladite émission, Patrick Bruel avait validé son choix, et Christophe Dechavanne avait été embauché. (**)
Du lundi au vendredi, Christophe Dechavanne propose un cocktail de bonne humeur, entre invités, variétés, et chroniques. Avec Ghislaine Ottenheimer, l’animateur reçoit six invités tous les jours pour parler spectacle, cinéma, mode et art de vivre. Le générique était d'Antoine Lantieri.
Il n'y avait pas d'émission le mercredi après midi, qui était consacré à des programmes pour la jeunesse, avec la diffusion de l'émission Récré A2.  
Parmi les rubriques récurrentes, le « face à face » oppose la journaliste à son invité. Dans l’« autoportrait », l’ordinateur pose des questions directement aux personnalités. En fin d’émission, le « play mec » est un jeu où les téléspectateurs doivent choisir l’homme qui doit se déshabiller. Le tueur en série Jean-Thierry Mathurin a été « play mec » avant d'être arrêté.
Christophe Dechavanne recevra un nombre impressionnant d'acteurs et d'actrices, et de réalisateurs de cinéma, en son émission, ainsi que l'essentiel des chanteurs à succès de l'époque, des comiques, ainsi que de grands noms de la littérature de l'époque.
(*) Ainsi que la météo, en alternance avec un autre débutant nommé Alain Chabat
(**) Raconté par Christophe Dechavanne et Patrick Bruel, le 18 mars 2023, dans l'émission de Léa Salamé "Quelle époque !", sur France 2.

## Commentaires
C’est encore mieux l’après-midi est la première émission quotidienne et en direct présentée par Christophe Dechavanne. Suivront Panique sur le 16 et Coucou, c’est nous entre autres succès. Les chansons des chanteurs étaient quasiment toutes en Play-backs. 